# Michael Wiesinger
Michael Wiesinger (Burghausen, Alemania Federal, 27 de diciembre de 1972) es un ex-futbolista alemán, que se desempeñaba como mediocampista, y actual entrenador. Su último equipo fue el F. C. Núremberg.
En diciembre de 2012, el F. C. Núremberg nombró a Wiesinger como nuevo técnico de su primer equipo, relevando a Dieter Hecking (fichado por el VfL Wolfsburgo) para el resto de la temporada 2012-13. Wiesinger se hizo cargo del equipo tras la jornada 17, cuando era el 15.º clasificado, y al término del campeonato lo situó en 10.º lugar, lo que le valió la renovación. Sin embargo, fue destituido en octubre de 2013, tras no ganar ninguno de los 8 primeros partidos de la Bundesliga 2013/14.

## Clubes

### Como jugador
| Club                 | País     | Año       | Partidos | Goles |
| -------------------- | -------- | --------- | -------- | ----- |
| F. C. Núremberg      | Alemania | 1993-1999 | 186      | 25    |
| Bayern Múnich        | Alemania | 1999-2001 | 19       | 1     |
| TSV 1860 Munich      | Alemania | 2001-2004 | 44       | 2     |
| SV Wacker Burghausen | Alemania | 2004-2007 | 76       | 1     |
| SpVgg Weiden         | Alemania | 2007-2008 | 24       | 2     |

### Como entrenador
| Club                | País     | Año       | P  | PG | PE | PP | % v.  |
| ------------------- | -------- | --------- | -- | -- | -- | -- | ----- |
| FC Ingolstadt 04 II | Alemania | 2008-2009 | 27 | 10 | 8  | 9  | 37,04 |
| FC Ingolstadt 04    | Alemania | 2009-2010 | 35 | 16 | 8  | 11 | 45,71 |
| F. C. Núremberg II  | Alemania | 2011-2012 | 56 | 22 | 15 | 19 | 39,29 |
| F. C. Núremberg     | Alemania | 2013      | 26 | 6  | 12 | 8  | 23,08 |

## Palmarés
Bayern de Múnich
- Bundesliga: 1999-00, 2000-01
- Copa de Alemania: 2000
- Copa de la Liga de Alemania: 2000
- UEFA Champions League: 2001